# Jens Carlowitz
Jens Carlowitz (ur. 8 sierpnia 1964 w Karl-Marx-Stadt) – niemiecki lekkoatleta specjalizujący się w długich biegach sprinterskich, uczestnik letnich igrzysk olimpijskich w Seulu (1988). W czasie swojej kariery reprezentował również barwy Niemieckiej Republiki Demokratycznej.

## Sukcesy sportowe
- pięciokrotny medalista mistrzostw NRD w biegu na 400 metrów – złoty (1990), dwukrotnie srebrny (1985, 1987) oraz dwukrotnie brązowy (1984, 1988)[1]
- trzykrotny medalista halowych mistrzostw NRD w biegu na 400 metrów – złoty (1990) oraz dwukrotnie srebrny (1985, 1988)[2]
- dwukrotny medalista mistrzostw Niemiec w biegu na 400 metrów – złoty (1991) oraz brązowy (1992)[3]

| Rok  | Miasto    | Zawody                      | Konkurencja                      | Wynik                     |
| ---- | --------- | --------------------------- | -------------------------------- | ------------------------- |
| 1981 | Utrecht   | Mistrzostwa Europy juniorów | sztafeta 4 × 400 m bieg na 400 m | złoty medal srebrny medal |
| 1983 | Schwechat | Mistrzostwa Europy juniorów | sztafeta 4 × 400 m bieg na 400 m | złoty medal srebrny medal |
| 1984 | Moskwa    | "Przyjaźń-84"               | sztafeta 4 × 400 m               | 2. miejsce                |
| 1988 | Budapeszt | Halowe mistrzostwa Europy   | bieg na 400 m                    | złoty medal               |
| 1988 | Seul      | Igrzyska olimpijskie        | sztafeta 4 × 400 m               | 4. miejsce                |
| 1990 | Glasgow   | Halowe mistrzostwa Europy   | bieg na 400 m                    | srebrny medal             |
| 1990 | Split     | Mistrzostwa Europy          | sztafeta 4 × 400 m               | brązowy medal             |
| 1991 | Sewilla   | Halowe mistrzostwa świata   | sztafeta 4 × 400 m               | złoty medal               |
| 1991 | Tokio     | Mistrzostwa świata          | sztafeta 4 × 400 m               | 6. miejsce                |

## Rekordy życiowe
były halowy rekordzista świata i Europy w sztafecie 4 × 400 metrów – 3:03,05 (Sewilla 10/03/1991, wspólnie z Rico Liederem, Karstenem Justem i Thomasem Schönlebe) – do 07/03/1999
- bieg na 200 metrów – 20,94 – Berlin 25/08/1987
- bieg na 200 metrów (hala) – 21,13 – Dortmund 16/02/1991
- bieg na 400 metrów – 44,86 – Barcelona 09/091989
- bieg na 400 metrów (hala) – 45,59 – Wiedeń 13/02/1988